# Le Bal des lucioles
Pour plus de détails, voir Fiche technique et Distribution.
Le Bal des lucioles (ou Le Bal des lucioles et autres courts) est un film letton composé de quatre courts métrages d'animation, sortant en France le 29 octobre 2008.
Les quatre films qui composent Le Bal des lucioles ont été réalisés entre 2001 et 2008 par le Studio AB (AB Studija en letton) de Rīga en Lettonie, qui a entre autres aussi réalisé les films Munk, Lemmy & Cie, L'Équipe de secours, Des Animaux fous fous fous, Les Trois Mousquetaires. Les films sont entièrement réalisés à la main, image par image, avec des marionnettes.
Le film est sans paroles (les animaux parlent quelquefois brièvement, mais leurs onomatopées ne veulent en fait rien dire), avec de la musique.

## Synopsis
- Les petits écoliers (13 minutes, 2004): jour d'école chez les insectes. Trois élèves font l'école buissonnière et vont devoir affronter une plante carnivore et un insecte vorace.
- Le bal des lucioles (12 minutes, 2002): c'est la fête chez les lucioles, mais une d'elles a des difficultés avec son lumignon qui ne veut pas s'allumer. Ce court métrage a reçu le prix du meilleur film pour enfants au Festival international du film de Buenos Aires en 2003.
- La nouvelle espèce (10 minutes, 2008) : un groupe d'insectes part en pique-nique sur le dos d'un escargot. Deux d'entre eux sont capturés par un entomologiste, dont la maison abrite une belle collection de papillons.
- Le magicien (8 minutes, 2001) : un loup vagabond présente des tours de prestidigitation à trois lapins amateurs de carottes et d'autres animaux.

## Fiche technique
- Scénario : Dace Riduze, Maris Putnins, Evald Lacis
- Production : Maris Putnins, Rita Dadzite, Astrida Bema, Studio AB
- Image : Evalds Lacis, Peteris Trups
- Direction artistique : Maris Putnins
- Animation : Dace Riduze, Maris Brinkmanis
- Son : Anrijs Krenbergs
- Décors : Viktor Maskurovs
- Marionnettes : Lelde Karklina, Eriks Kirsteins, Gint Grassis
- Montage : Evalds Lacis, Gint Grassis
- Musique : Maris Putnins, Juris Kulakovs
- Distribution : Cinéma Public Films
- Support image : 35 mm
- Format image : 1.33
- Format son : Mono
- Durée : 43 minutes
- Couleurs
- Sans dialogues
- Film letton
- Date de sortie :
  - France : 29 octobre 2008
- Genre : film d'animation